# Mario Gómez
Mario Gómez García, född den 10 juli 1985 i Riedlingen, är en tysk före detta fotbollsspelare (anfallare). 

## Klubbkarriär
Gomez mamma är tyska och pappan är spanjor. Efter spel i mindre klubbar kom han 2000 till VfB Stuttgarts ungdomsakademi. Gómez första professionella fotbollsklubb var VfB Stuttgart där han debuterade 2003. År 2007 blev Gómez utsedd till årets fotbollsspelare i Tyskland (Fussballer des Jahres) och blev tysk mästare med VfB Stuttgart. Totalt spelade han 121 ligamatcher och gjorde 63 ligamål för klubben innan han i maj 2009 köptes av Bayern München. Övergångssumman, mellan 30 och 35 miljoner euro beroende på vilken källa som används, var den högsta som betalats i en spelarövergång som inkluderade ett Bundesliga-lag. 
Under säsongen 2015/2016 var Mario Gómez utlånad till turkiska Beşiktaş, med köpoption som klubben kunde utnyttja på spelaren efter säsongen. Men den 20 juli 2016 gick Mario Gómez själv ut med att han skulle lämna klubben, efter alla oroligheterna i landet.
Den 17 augusti 2016 meddelade VfL Wolfsburg att man skrivit ett kontrakt med Gomez. Före andra delen av säsongen 2017/2018 återvände han till VfB Stuttgart. Den 28 juni 2020 meddelade Stuttgart att Gómez avslutade sin fotbollskarriär.

## Landslagskarriär
Mario Gomez debuterade i det tyska landslaget 2007. Han spelade VM 2010 och EM 2012 med Tyskland, men blev inte uttagen till VM-truppen 2014, detta då han var skadad under några månader och inte hittade sin form till dess. 

## Meriter
Bayern München / Stuttgart
- Bundesliga: 2006/2007 (Stuttgart), 2009/2010, 2012/2013
- Uefa Champions League: 2012/2013
- Tyska cupen: 2009/2010, 2012/2013
- Tyska supercupen: 2010, 2012

Individuellt
- Fussballer des Jahres: 2007